# Metzleria comosa
Metzleria comosa là một loài Rêu trong họ Dicranaceae. Loài này được (Dixon) J.-P. Frahm mô tả khoa học đầu tiên năm 2000.